# Pers (Deux-Sèvres)
Pour les articles homonymes, voir Pers (homonymie).
Pers est une ancienne commune française, située dans le département des Deux-Sèvres en région Nouvelle-Aquitaine. Le 1er janvier 2025, elle intègre avec Caunay, Montalembert, Pliboux et Sauzé-Vaussais la commune nouvelle de Sauzé-entre-Bois.

## Géographie

### Climat
Pour des articles plus généraux, voir Climat de la Nouvelle-Aquitaine et Climat des Deux-Sèvres.
Historiquement, la commune est exposée à un climat océanique du nord-ouest.  
En 2020, Météo-France publie une typologie des climats de la France métropolitaine dans laquelle la commune est exposée à un climat océanique altéré et est dans la région climatique  Poitou-Charentes, caractérisée par un bon ensoleillement, particulièrement en été et des vents modérés.
Pour la période 1971-2000, la température annuelle moyenne est de 11,8 °C, avec une amplitude thermique annuelle de 14,9 °C. Le cumul annuel moyen de précipitations est de 852 mm, avec 11,8 jours de précipitations en janvier et 6,8 jours en juillet. Pour la période 1991-2020, la température moyenne annuelle observée sur la station météorologique la plus proche, située sur la commune de Lezay à 8 km à vol d'oiseau, est de 12,6 °C et le cumul annuel moyen de précipitations est de 945,6 mm,. Pour l'avenir, les paramètres climatiques de la commune estimés pour 2050 selon différents scénarios d’émission de gaz à effet de serre sont consultables sur un site dédié publié par Météo-France en novembre 2022.

## Urbanisme

### Typologie
Au 1er janvier 2024, Pers est catégorisée commune rurale à habitat très dispersé, selon la nouvelle grille communale de densité à sept niveaux définie par l'Insee en 2022.
Elle est située hors unité urbaine et hors attraction des villes,.

### Occupation des sols
L'occupation des sols de la commune, telle qu'elle ressort de la base de données européenne d’occupation biophysique des sols Corine Land Cover (CLC), est marquée par l'importance des territoires agricoles (93,5 % en 2018), en augmentation par rapport à 1990 (85,8 %). La répartition détaillée en 2018 est la suivante : 
terres arables (76,5 %), zones agricoles hétérogènes (15 %), forêts (6,5 %), prairies (2 %). L'évolution de l’occupation des sols de la commune et de ses infrastructures peut être observée sur les différentes représentations cartographiques du territoire : la carte de Cassini (XVIIIe siècle), la carte d'état-major (1820-1866) et les cartes ou photos aériennes de l'IGN pour la période actuelle (1950 à aujourd'hui).

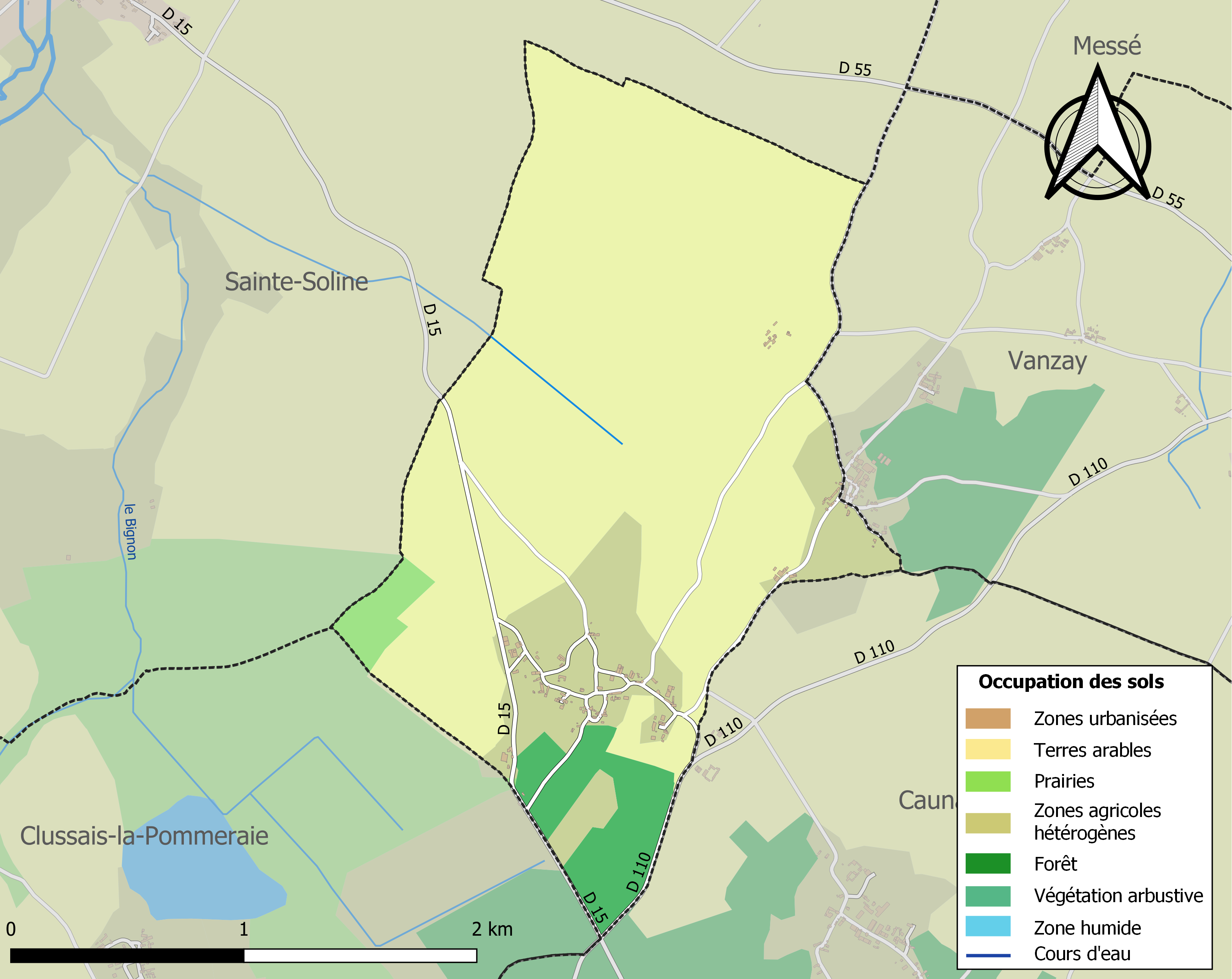
Carte des infrastructures et de l'occupation des sols de la commune en 2018 (CLC).

### Risques majeurs
Le territoire de la commune de Pers est vulnérable à différents aléas naturels : météorologiques (tempête, orage, neige, grand froid, canicule ou sécheresse), mouvements de terrains et séisme (sismicité modérée). Un site publié par le BRGM permet d'évaluer simplement et rapidement les risques d'un bien localisé soit par son adresse soit par le numéro de sa parcelle.

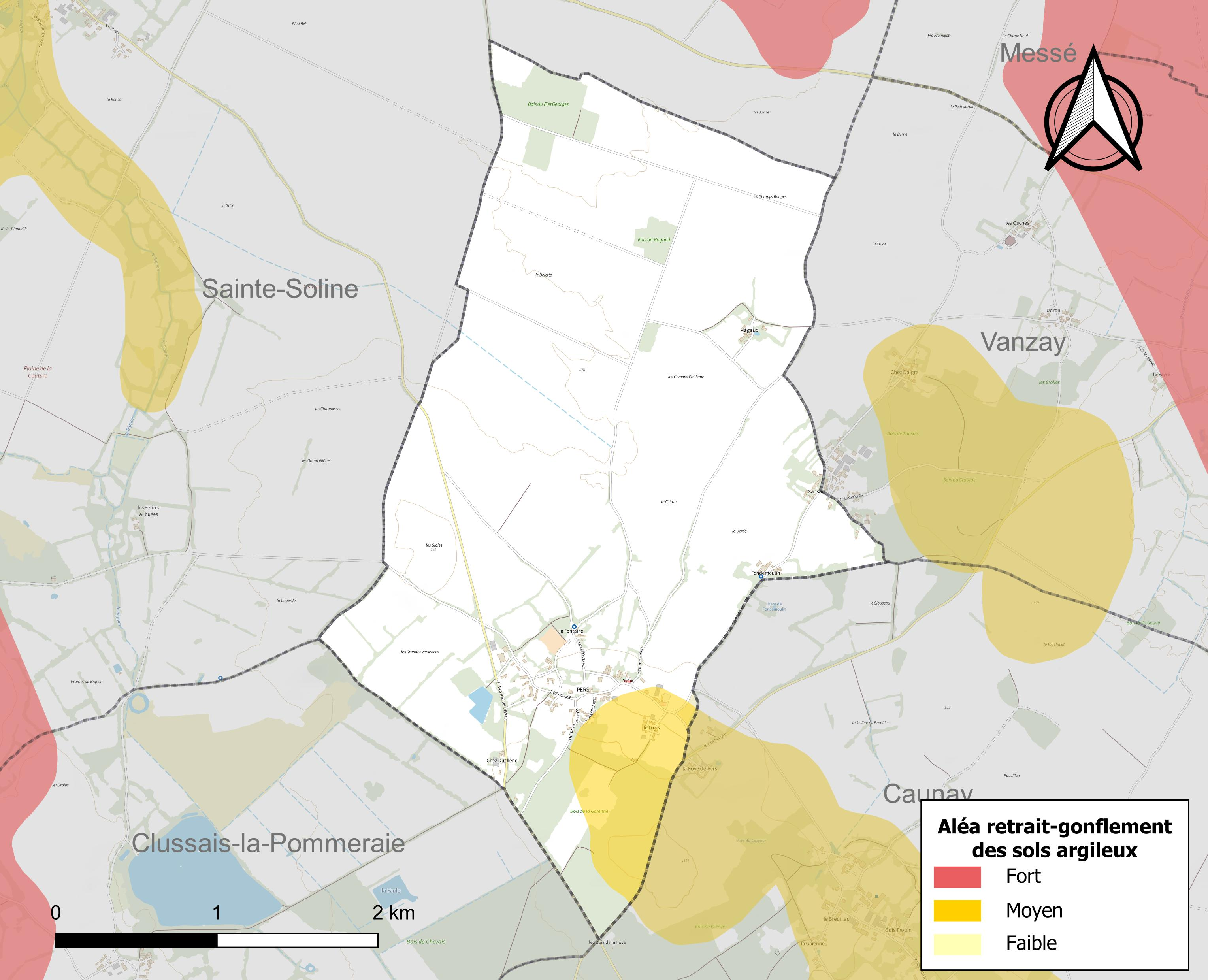
Carte des zones d'aléa retrait-gonflement des sols argileux de Pers.

Les mouvements de terrains susceptibles de se produire sur la commune sont des tassements différentiels. Le retrait-gonflement des sols argileux est susceptible d'engendrer des dommages importants aux bâtiments en cas d’alternance de périodes de sécheresse et de pluie. 6,4 % de la superficie communale est en aléa moyen ou fort (54,9 % au niveau départemental et 48,5 % au niveau national). Depuis le 1er octobre 2020, en application de la loi ELAN, différentes contraintes s'imposent aux vendeurs, maîtres d'ouvrages ou constructeurs de biens situés dans une zone classée en aléa moyen ou fort,.
La commune a été reconnue en état de catastrophe naturelle au titre des dommages causés par les inondations et coulées de boue survenues en 1982, 1999 et 2010 et par des mouvements de terrain en 1999 et 2010.

## Histoire
Par un arrêté préfectoral du 16 octobre 2024 (complété par l'arrêté préfectoral du 24 octobre 2024), la commune intègre avec Caunay, Montalembert, Pliboux et Sauzé-Vaussais la commune nouvelle de Sauzé-entre-Bois au 1er janvier 2025.

## Politique et administration
| Période    | Période       | Identité            | Étiquette | Qualité        |
| ---------- | ------------- | ------------------- | --------- | -------------- |
| avant 1988 | ?             | Fernand Gachard     |           |                |
| mars 2001  | décembre 2024 | Marie-Claire Guérin |           | réélue en 2008 |

## Démographie
L'évolution du nombre d'habitants est connue à travers les recensements de la population effectués dans la commune depuis 1793. Pour les communes de moins de 10 000 habitants, une enquête de recensement portant sur toute la population est réalisée tous les cinq ans, les populations de référence des années intermédiaires étant quant à elles estimées par interpolation ou extrapolation. Pour la commune, le premier recensement exhaustif entrant dans le cadre du nouveau dispositif a été réalisé en 2008.

En 2022, la commune comptait 69 habitants, en évolution de −5,48 % par rapport à 2016 (Deux-Sèvres : +0,18 %, France hors Mayotte : +2,11 %).
| 1793 | 1800 | 1806 | 1821 | 1831 | 1836 | 1841 | 1846 | 1851 |
| ---- | ---- | ---- | ---- | ---- | ---- | ---- | ---- | ---- |
| 121  | 119  | 139  | 148  | 157  | 181  | 186  | 172  | 197  |

| 1856 | 1861 | 1866 | 1872 | 1876 | 1881 | 1886 | 1891 | 1896 |
| ---- | ---- | ---- | ---- | ---- | ---- | ---- | ---- | ---- |
| 187  | 172  | 180  | 163  | 178  | 155  | 162  | 165  | 165  |

| 1901 | 1906 | 1911 | 1921 | 1926 | 1931 | 1936 | 1946 | 1954 |
| ---- | ---- | ---- | ---- | ---- | ---- | ---- | ---- | ---- |
| 173  | 162  | 170  | 142  | 163  | 140  | 135  | 129  | 122  |

| 1962 | 1968 | 1975 | 1982 | 1990 | 1999 | 2006 | 2008 | 2013 |
| ---- | ---- | ---- | ---- | ---- | ---- | ---- | ---- | ---- |
| 104  | 82   | 81   | 69   | 78   | 70   | 71   | 71   | 70   |

| 2018 | 2022 | - | - | - | - | - | - | - |
| ---- | ---- | - | - | - | - | - | - | - |
| 74   | 69   | - | - | - | - | - | - | - |

## Culture locale et patrimoine

### Lieux et monuments
- Le Cimetière de Pers est classé aux monuments historiques par arrêté du 22 mars 1889 pour sa lanterne des morts et  par journal officiel du 18 avril 1914 pour cinq tombeaux en pierre sculptée des XIe et XIIe siècles.
- Église Notre-Dame de Pers.